# Croix de Salles-la-Source
La croix de Salles-la-Source est une croix située à Salles-la-Source, en France.

## Localisation
La croix est située sur la commune de Salles-la-Source, dans le département français de l'Aveyron.

## Historique
L'édifice est inscrit au titre des monuments historiques en 1947.